# 20 éves ünnepi koncert
A 20 éves ünnepi koncert a Republic dupla koncertalbuma, a 2010. március 15-én a Papp László Budapest Sportarénában tartott jubileumi koncert felvételével.
A koncertről azonos címmel DVD is jelent meg, amit exkluzív sorszámozott kiadásban a dupla-CD-vel együtt is meg lehetett rendelni.

## Dalok

### Első CD („Egyik lemez”)
1. Neked könnyű lehet (Cipő)
2. Ezer kincs, ezer nyár (Tóth Zoltán)
3. Gyere közelebb, menekülj el (Bódi László)
4. Erdő közepében (Bódi László)
5. Fényes utakon (Tóth Zoltán–Bódi László)
6. Mondd, hogy igen (Tóth Zoltán–Bódi László)
7. Engedj közelebb (Bódi László)
8. Húzd barom, húzd (Tóth Zoltán–Bódi László)
9. Egyveleg (A kés hegyén táncol az élet; Gurul a kő; Még kedvesem, még; Lassú vonat érkezik) (Bódi László, Tóth Zoltán)
10. Varsó hiába várod (Boros Csaba–Bódi László)
11. Szemében a csillagok (Tóth Zoltán–Bódi László)
12. Sose ébressz fel, ha más dala szól (Boros Csaba)

### Második CD („Másik lemez”)
1. Ne sírj, kedves (Tóth Zoltán–Cipő)
2. Emberlelkű földeken (Tóth Zoltán)
3. Dudu (Boros Csaba–Bódi László)
4. Szeretni valakit valamiért (Bódi László)
5. Szállj el kismadár (Bódi László)
6. A 67-es út (Bódi László)
7. Ha itt lennél velem (Bódi László)
8. Ég veled most (Tóth Zoltán)
9. Igazi szerelem (Bódi László)
10. Kék és narancssárga (Bódi László)
11. „16 tonna” fekete szén (Bódi László)
12. Nem volt még soha így (Tóth Zoltán)

## Közreműködtek
- Tóth Zoltán – gitárok, zongora, ének, vokál
- Patai Tamás – gitárok, vokál
- Nagy László Attila – dob, ütőhangszerek
- Boros Csaba – basszusgitár, ének, vokál
- „Cipő” – ének, zongora
- Szabó András – hegedű, zongora
- Halász Gábor – akusztikus gitár
- „Brúnó” Mátthé László – csörgő, kolomp
- Gulyás Ferenc – furulya, doromb

## Toplistás szereplése
Az album a Mahasz Top 40-es eladási listáján 2013 14. hetéig 32 héten szerepelt, legjobb helyezése 3. volt, jelenleg 36. helyen áll. A 2010-es éves összesített listán az eladott példányszámok alapján 62. helyen végzett, a 2011-es összesítésben eladott példányszámok alapján 90., a chartpozíciók alapján 35. lett.